# Palazuelos de Eresma
Palazuelos de Eresma é um município da Espanha na província de Segóvia, comunidade autónoma de Castela e Leão, de área 36,7 km² com população de 3142 habitantes (2006) e densidade populacional de 65,40 hab/km².

## Demografia
| Variação demográfica do município entre 1991 e 2004 | Variação demográfica do município entre 1991 e 2004 | Variação demográfica do município entre 1991 e 2004 | Variação demográfica do município entre 1991 e 2004 |
| --------------------------------------------------- | --------------------------------------------------- | --------------------------------------------------- | --------------------------------------------------- |
| 1991                                                | 1996                                                | 2001                                                | 2004                                                |
| 1547                                                | 2499                                                | 1727                                                | 2393                                                |